# Псевдолопатоніс малий
Псевдолопатоніс малий (Pseudoscaphirhynchus hermanni) — річкова риба родини осетрових. Вперше виявлений в 1876 р. академіком А. Н. Северцовим. Досягає довжини 27 см. Від великого амудар'їнського лопатоноса (Pseudoscaphirhynchus kaufmanni) відрізняється меншими розмірами, відсутністю хвостовій нитки і шипів на рилі, а також більш довгим і вузьким рилом. На грудних плавцях у нього є своєрідні складки, які відіграють роль присосок для утримання на швидкій течії. Зустрічається в басейні Амудар'ї. У шлунках були виявлені личинки комах, а також ікра риб.